# Brigðufelli
Brigðufelli è un rilievo alto 122 metri sul livello del mare situato nell'isola di Eysturoy, nell'arcipelago delle Fær Øer, in Danimarca.